# Gino Guida
Gino Guida (Napoli, 1932 – Zagarolo, 17 dicembre 2017) è stato un pittore e incisore italiano.

## Biografia
Si trasferì con la famiglia a Roma nella prima infanzia; qui compie gli studi classici e si diploma al Liceo Artistico; lasciata la Facoltà di architettura per dedicarsi al fumetto esordendo nel 1954 realizzando insieme a Enzo Carretti la serie Il corsaro rosso pubblicata sulla rivista Scugnizzo dalla Casa Editrice Centrale e la serie Roger Falco per la testata Eroi del West della Editrice Romana Periodici. Durante gli anni cinquanta entra anche nel campo dell'animazione e della scenografia cinematografica fino al 1957, quando decise di dedicarsi interamente alla pittura, ottenendo un certo successo soprattutto negli anni settanta.
Nel 1960 con Marcello Confetti, Paolo Ganna, Piero Guccione, Carlo Quattrucci, Pino Reggiani, Aldo Turchiaro e Pasquale Verrusio forma il gruppo figurativo romano "Libertà-Realtà" in reazione all'"informale" imperante; la prima ed unica mostra del gruppo si terrà nel gennaio del 1961 alla Galleria "Stagni" di Roma. Il critico del gruppo è stato Antonio Del Guercio.
Nell'estate del 1961 Guida ha un grave incidente alla mano e per più di un anno non dipinge. Alla fine del 1963, dopo la guarigione, va a vivere a Testaccio, nello stesso stabile dove sono anche Giovanni Checchi e Carlo Quattrucci, ai quali lo lega, se non un sodalizio artistico, una profonda amicizia.
Del 1965 è la prima personale alla Galleria "Il Girasole", di cui è tra i fondatori insieme ad Amadio, Checchi, Ciai, Capotondi, Eustachio, Gaetaniello, Guiotto, Patella, Provino, Sarnari, Vaiano e al critico Giorgio Di Genova. Sono opere ancora più impregnate di luce: una luce bianca, accesa, onnivora, diverse da quelle precedenti, più materiche ed espressioniste. Presentandolo in catalogo, Vespignani, a cui lo legherà una duratura amicizia, rilevava la sua principale originalità nella luce astratta, metafisica, intrecciata di stupore, mistero, atemporalità.
Ha tenuto oltre 60 personali e ha partecipato alle principali manifestazioni artistiche in Italia e all'estero.

## Mostre
- 1967: XVIII Salon de Jeune Peinture di Parigi
- 1968: espone al "Fant Cagnì" di Brescia opere tra surrealismo e metafisica
- 1973: XXVIII Biennale d'Arte Città di Milano, Milano
- 1975: "Fante di Spade", Roma
- 1980: polittico La storia dell'allegria, Galleria "Il Ponte", Firenze
- 1981: inizia il ciclo delle sue silenti periferie
- 1987: mostra antologica (oltre cento grandi tele dal 1959 al 1986) organizzata dall'Ente Premi Roma a Palazzo Barberini, Roma
- 1989: Antologica di Grafica al "Teatro Mediterraneo", Fiera d'Oltremare, Napoli
- 1991: Finzioni, Palazzo Braschi, Roma
- 1997: Il Girasole trent'anni dopo, Palazzo Mediceo, Seravezza, Lucca
- 2000: Roma vista da 100 maestri del XX secolo, Collezione BNL, Chiostro del Bramante, Roma
- 2003: Incontri coi maestri degli anni 70, Galleria "Enrico Lombardi", Roma
- 2004: Antologica opere dal 1959 al 2004, Palazzo Rospigliosi, Zagarolo
- 2008: espone Opere recenti, Museo Fondazione Venanzo Crocetti, Roma

## Riconoscimenti
- 1971: Premio Capo d'Olando (I premio ex aequo)
- 1973: Premio Suzzara (I premio ex aequo con Angelo Titonel e Giuliano Vangi) con Francesco tra gli scogli di Ponza
- 1982: Premio Arte e Ferrovia, II edizione Roma (I premio ex aequo)
- 1992: Premio città di Ispica (I premio ex aequo)
- Segnalato Speciale Bolaffi 1972-1973 per la grafica
- Segnalato Speciale Bolaffi 1978 per la pittura